# Agrostis truncatula
Agrostis truncatula é uma espécie de gramínea do gênero Agrostis, pertencente à família Poaceae.
Os seus nomes comuns são barbas-de-raposa, erva-feno, erva-fina ou linho-de-raposa.